# Mwiruzi
Mwiruzi är ett vattendrag i Burundi och Tanzania, som tillsammans med Ruwhiti och Mgembezi bildar Moyowosi. En del av vattendraget ingår i gränsen mellan länderna.